# Paura di me
Paura di me è un singolo del rapper italiano Mecna, pubblicato il 9 luglio 2020 per Virgin Records. Il brano è entrato in rotazione radiofonica il giorno successivo alla pubblicazione, il 10 luglio.

## Tracce
1. Paura di me – 3:09 (testo: Corrado Grilli, Davide Petrella – musica: Zef, Lvnar)
2. Così forte – 3:27 (testo: Corrado Grilli – musica: Lvnar)
3. Ho guardato un'altra – 3:07 (testo: Corrado Grilli – musica: Iamseife)